# Vakoplch trpasličí
Vakoplch trpasličí (Burramys parvus) je jediný druh rodu Burramys a patří k nejvíce ohroženým vačnatcům. Ze všech australských savců je jediný, který trvale žije ve vysokohorském prostředí, v místech kde pravidelně sněží. Je, vzdor svému jménu, největší z pěti druhů vakoplchů a pouze on upadá do zimního spánku.
Původně byl popsán v roce 1896 jako vyhynulý druh na základě vykopávek fosílií z období středního miocénu (asi před 16 mil. let). Prvý živý příslušník druhu byl pozorován až v roce 1966.

## Výskyt
Žije v nadmořské výšce od 1400 do 2230 m na východě Austrálie v nejvyšším australském pohoří Australské Alpy. Vyskytuje se v místech plných skalních sutí a na rozpraskaných kamenitých polích ve třech od sebe oddělených oblastech. Prvá se nachází v okolí nejvyšší hory Austrálie Mount Kosciuszko, hory Mount Townsend a lyžařského střediska Blue Mount Cow v národním parku Kosciuszko National Park, druhá v okolí hor Mount Bogong a Mount Higginbotham v národním parku Alpine National Park a třetí poblíž hory Mount Buller; prvá oblast je ve státě Nový Jižní Wales a ostatní ve státě Victoria.
Podnebí, ve kterém celoročně žijí, je chladné a vlhké, v průběhu léta tam často prší a vanou silné větry a přes zimu od června do září pravidelně sněží. Následkem hojných dešťů a mrazů dochází k silnému zvětrávání a rozpadu kamenných bloků a tím ke vzniku mnoha trhlin, které slouží jako úkryt před predátory a k vytvoření hnízd.

## Popis
Vakoplch trpasličí je vačnatec schovající se snadno do dlaně, bývá velký asi 11 cm a má chápavý ocas dlouhý okolo 14 cm. Váha mu kolísá od 60 gramů před zimním spánkem po 30 g po probuzení, samci jsou o málo větší. Jeho jemná hustá srst je na hřbetní straně barvy šedě hnědé s tmavšími místy u hlavy a na břišní krémovou až světle šedou, dlouhý ocas je řídce osrstěný. Samec mívá v období páření vespod těla oranžovou skvrnu. Krátký špičatý čenich je růžový a okolo dopředu směřujících očí jsou tmavé kroužky. Chrup je typicky diplodontní, tři páry řezáků a dva páry premolárů. Samici vyrůstá na spodní části těla dopředu se otevírající vak se čtyřmi mléčnými bradavkami. Drobnými předními tlapkami dokáže držet i obratně manipulovat s potravou, na zadních tlapkách má pohyblivý palec pomáhající při lezení.

## Chování
Jedná se o klidného společenského živočicha, který jen málo s jinými soupeří o potravu nebo území. V podstatě je mlčenlivý, jen v nebezpečí řídce vydává hrdelní zvuky. Je nočním zvířetem, které během dne spí stočeno do klubíčka a v noci vychází za potravou. Přestože je převážně pozemním živočichem, dokáže dobře šplhat na keře.
V průběhu roku žijí samci a samice od sebe odděleně. Samice žije na společném území, kde má i hnízdiště až s deseti jinými, opouští je pouze v noci při hledaní potravy. Samci, žijící v nižší nadmořské výšce, která je na potravu chudší, nemají svá území a soustavně cestují za potravou.
V zimním období, asi od května do září, vakolpch trpasličí spí při sníženém metabolismu stočený v chráněné skalní rozsedlině, dostatek sněhu ho chrání před zimou. Někdy se během spánku probudí a žere nashromážděná semena, je to jediný vačnatec dělající si zásobu potravy. Po probuzení se v průběhu druhé poloviny roku vykrmuje, hromadí si podkožní tuk nutný pro další zimní spánek, jehož délka závisí na průběhu zimy.

## Stravování
Vakoplch trpasličí je všežravec, který se v průběhu roku živí různorodou potravou. Po probuzení žere nejčastěji živočišnou potravu, nejvíce můry osenice Agrotis infusa, které do hor každoročně přilétají se rozmnožovat a dále housenky, brouky, pavouky, mnohonožky apod. Později přechází na stravu rostlinnou skládající se zejména z listů a nektarů květů a nakonec žere hlavně semena a různé plody, ze kterých si vytváří tukové zásoby pro příští období spánku.

## Rozmnožování
Tato polygamní zvířata se rozmnožují pouze jednou ročně v říjnu a listopadu po probuzení ze zimního spánku, kdy je hojnost potravy. Tehdy se samci žijící normálně v nižších nadmořských výškách stěhují výše do hor na území, kde žijí samice. Po přivolení říjné samice proběhne vlastní několikaminutové páření, po něm samec buď sám odchází nebo je samicí odehnán. Asi po 14 až 16 dnech březosti se v hnízdě ve skalní štěrbině rodí obvykle čtyři a více droboučkých mláďat, která samice přesune do vaku. Tam se každé přisaje k bradavce, ty jsou čtyři a na které mládě nezbude, to zahyne. Ve vaku zůstávají po dobu asi 3 týdnů a pak se v hnízdě zdržují další 3 až 4 týdny. Odstaveny jsou v 9. až 10. týdnu věku. Brzy nato jsou mladí samci ze samičích území vypuzeni, někdy odcházejí i mladé samice, pářit se budou již příštím rokem.
Pouze jeden vrh ročně a poměrně malý počet mláďat je vyvážen na tak malého živočicha poměrnou dlouhověkostí. Dožívají se ve volné přírodě průměrně 4 a v zajetí 7 let, z toho samice žijí mnohem déle. Samci jsou při svých toulkách více vystavení dravcům, žijí v prostředí, kde je méně potravy a šanci přežít zimu mají čtyřikrát menší než samice.

## Ohrožení
Celkový počet vakoplchů trpasličích je odhadován na přibližně 1700 dospělých samic a 550 samců. Jejich malé areály rozšíření jsou dále rozdělovány pozemními stavbami, jejichž počet se zvyšuje s rozvojem infrastruktury pro sjezdové lyžování, nejvíce jsou omezováni samci při hledání potravy nebo při stěhování za samicemi. Dále jsou ohrožování divokými kočkami a liškami a rezidui pesticidů, které jsou nacházeny v jejích oblíbené potravě můrách, které v době výskytu tvoří asi třetinu potravy. Domovské oblasti dále zarůstají plevelnými rostlinami i stromy, které vytlačují druhy pro jejich výživu nezbytné.
Podle hodnocení IUCN je tento endemit vakoplch trpasličí hodnocen jako druh kriticky ohrožený (CR).